# Церковь Святого Николая (Гатчина)
Кирха Святого Николая в Гатчине — лютеранская церковь в городе Гатчина, центр прихода Хатсина (фин. Hatsina) Евангелическо-лютеранской церкви Ингрии.

## История
Евангелическо-лютеранский приход в Гатчине был основан в 1789 году.
В 1793 году в городском посаде был отведён участок для строительства церкви. Первое её здание, построенное в том же году как приход для лютеранской и католической общин, было деревянным.
В 1825 году на её месте заложили новый, каменный храм. Здание, выдержанное в стиле классицизма, было возведено в 1825—1828 годах по проекту архитектора Д. И. Квадри под руководством главного архитектора Гатчины — А. М. Байкова.
Кирха, рассчитанная на 220 мест, была торжественно освящена 22 октября 1828 года.
В 1917 году в приходе числилось 450 финнов-ингерманландцев, а сам приход считался отдельным городским, не входящим в Западно-Ингерманландское пробство.
Церковь была закрыта в декабре 1938 года.
В 1939—1940 годах было утрачено всё церковное убранство и утварь.
Здание серьёзно пострадало в годы войны и в 1950 году было передано строительной организации.
К 1959 году здание было восстановлено и с начала 1960-х до апреля 1994 года в нём размещалась детская спортивная школа.

### Современность
В августе 1990 года в Гатчине был зарегистрирован возрождённый лютеранский приход Церкви Ингрии.
Отреставрированное здание евангелическо-лютеранской церкви было вновь торжественно освящено после реставрации 16 апреля 1995 года.
Указом Президента РФ от 20 марта 1995 года церковь была включена в число памятников архитектуры федерального значения.
В настоящее время приход Хатсина входит в Западно-Ингерманландское пробство.

## Архитектура здания
Прямоугольное в плане здание усложнено на торцах выступами алтаря и широкой паперти. Последняя служит основанием для портика из четырёх римско-дорических колонн, несущих фронтон. Портик подчёркивает главный вход в здание. Над дверью и оконными проёмами помещены сандрики на кронштейнах. Окна на боковых фасадах полуциркульные. Они расположены в слегка заглублённых нишах, образующих на фасаде подобие аркады. Над основным объёмом здания возвышается барабан с куполом.
Простенки между полуциркульными окнами барабана декорированы парными ионическими пилястрами.
Фасады здания облицованы ротковским известняком, выламывавшемся в каменоломнях близ деревни Ротково. Из него вытесаны и все архитектурные детали: тяги, профили антаблемента, сандрики над окнами.

## Прихожане
Евангелическо-лютеранский приход Хатсина был основан, как немецкий приход.
В 1868 году к нему причислили также гатчинских финнов-ингерманландцев и эстонцев, поэтому богослужения стали проводиться на трёх языках.
Кроме того к приходу Хатсина были приписаны эстонские молитвенные дома в деревнях Вохоново (основан до 1896 года) и Новые Черницы (основан после 1896 года). Оба были закрыты в 1920-е годы.
В 1904 году в приходе насчитывалось 4750 прихожан, из них 4000 эстонцев, 450 финнов-ингерманландцев и 300 немцев.
В 1919 году в приходе числилось 2500 человек.
В 1922 году в приходе также числилось 2500 человек.
В 1930-е годы лютеранский приход Хатсина, кроме города включал в себя 20 деревень:

Большая Загвоздка, Большое Верево, Бугры, Вайя, Вайялово, Гатчинская Мельница, Замостье, Карьяканкюля, Коккола, Коргузи, Малая Гатчина, Малая Загвоздка, Малое Верево, Малое Мозино, Мыза-Ивановка, Новое Мозино, Рахкола, Романовка, Сагамили, Старое Мозино.

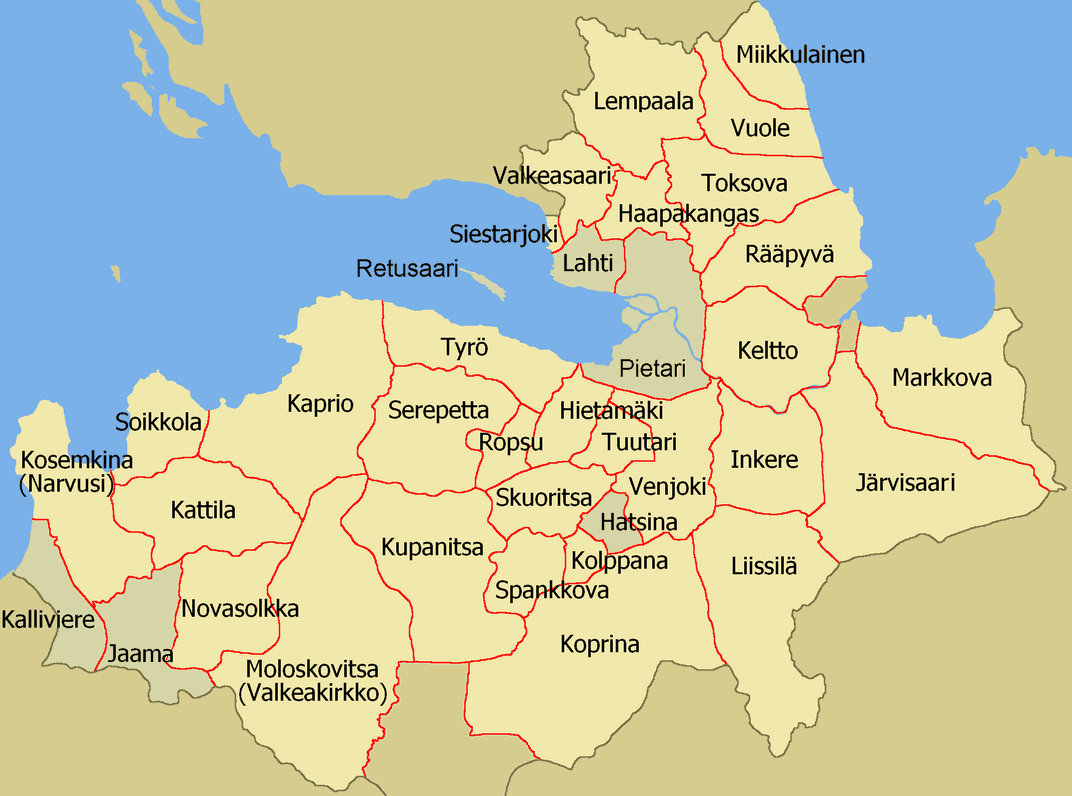
Карта приходов Церкви Ингрии (1930-е годы)

## Духовенство
| Настоятели прихода | Настоятели прихода              |
| Даты               | Пастор                          |
| ------------------ | ------------------------------- |
| 1790—1795          | Конрад Фридрих Францен          |
| 1795—1811          | Йохан Кристиан Мейнтель         |
| 1811—1834          | Фридрих Самуил Зейдер           |
| 1834—1838          | Александр Нойрик                |
| 1839—1840          | Август Генрих Дитрихс           |
| 1840—1851          | Генрих Герман                   |
| 1852—1854          | Густав Вильгельм Кельбак        |
| 1855—1888          | Эдуард Леопольд Юргенсен        |
| 1888—1926          | епископ Оскар Карл Йохан Пальса |
| 1926—1927          | Лео Йоханнес Шульц              |
| 1928—1937          | Антти Ятинен (расстрелян)       |
| 1937—1938          | Пиетари Уннукайнен (арестован)  |

## Фото

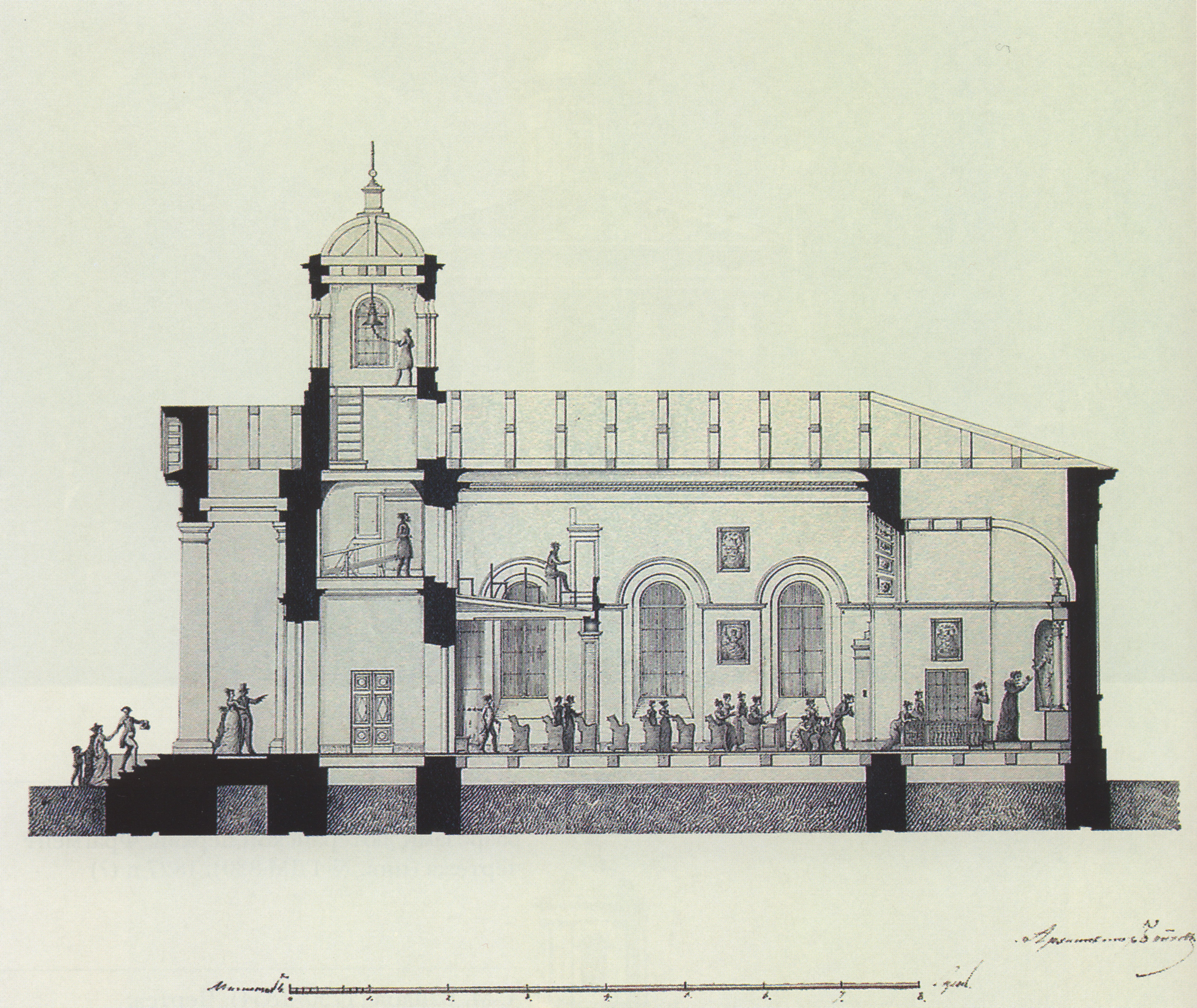
Фрагмент чертежа лютеранской церкви. А. М. Байков. 1827 год (?)
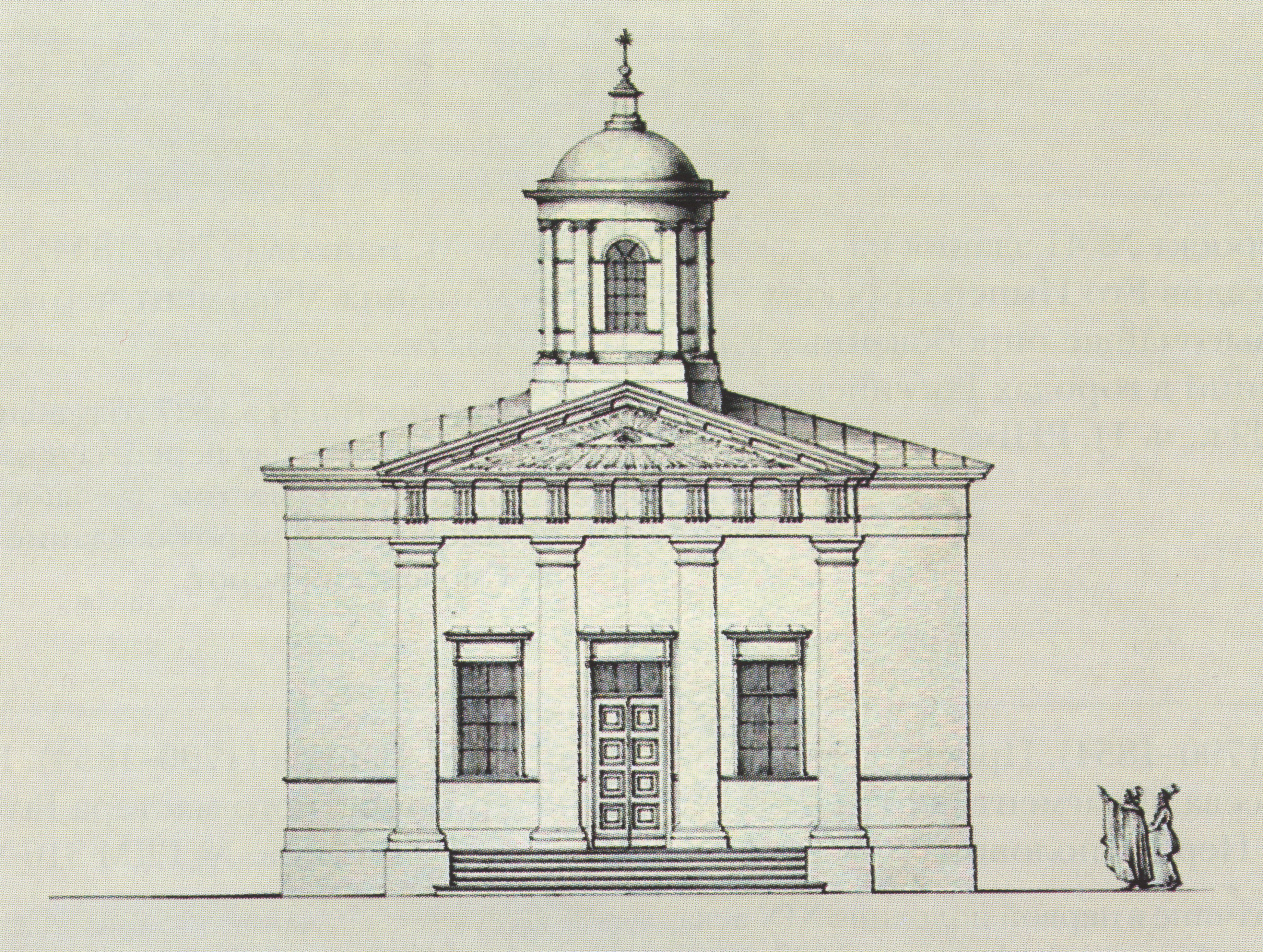
Фрагмент чертежа фасада лютеранской церкви. А. М. Байков. 1827 год (?)
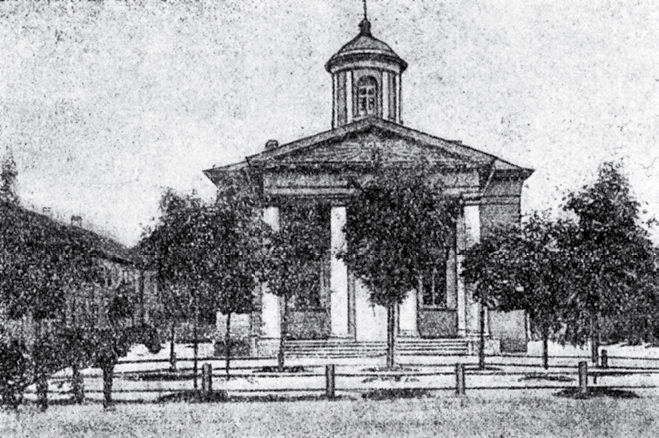
Николаевская кирха. Фотогравюра начала XX века
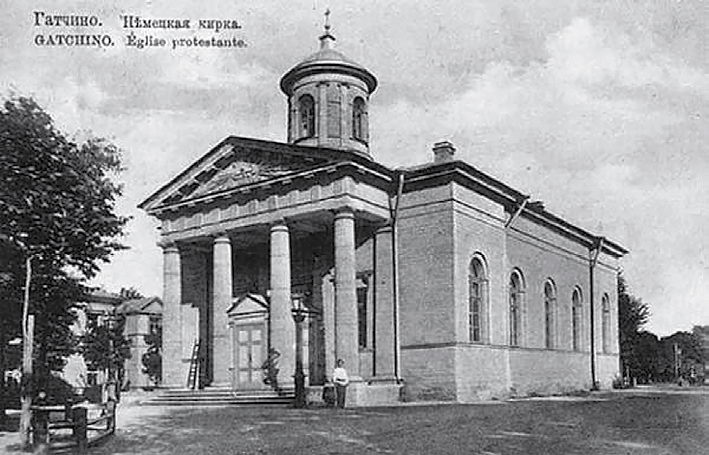
Николаевская кирха. Открытка начала XX века
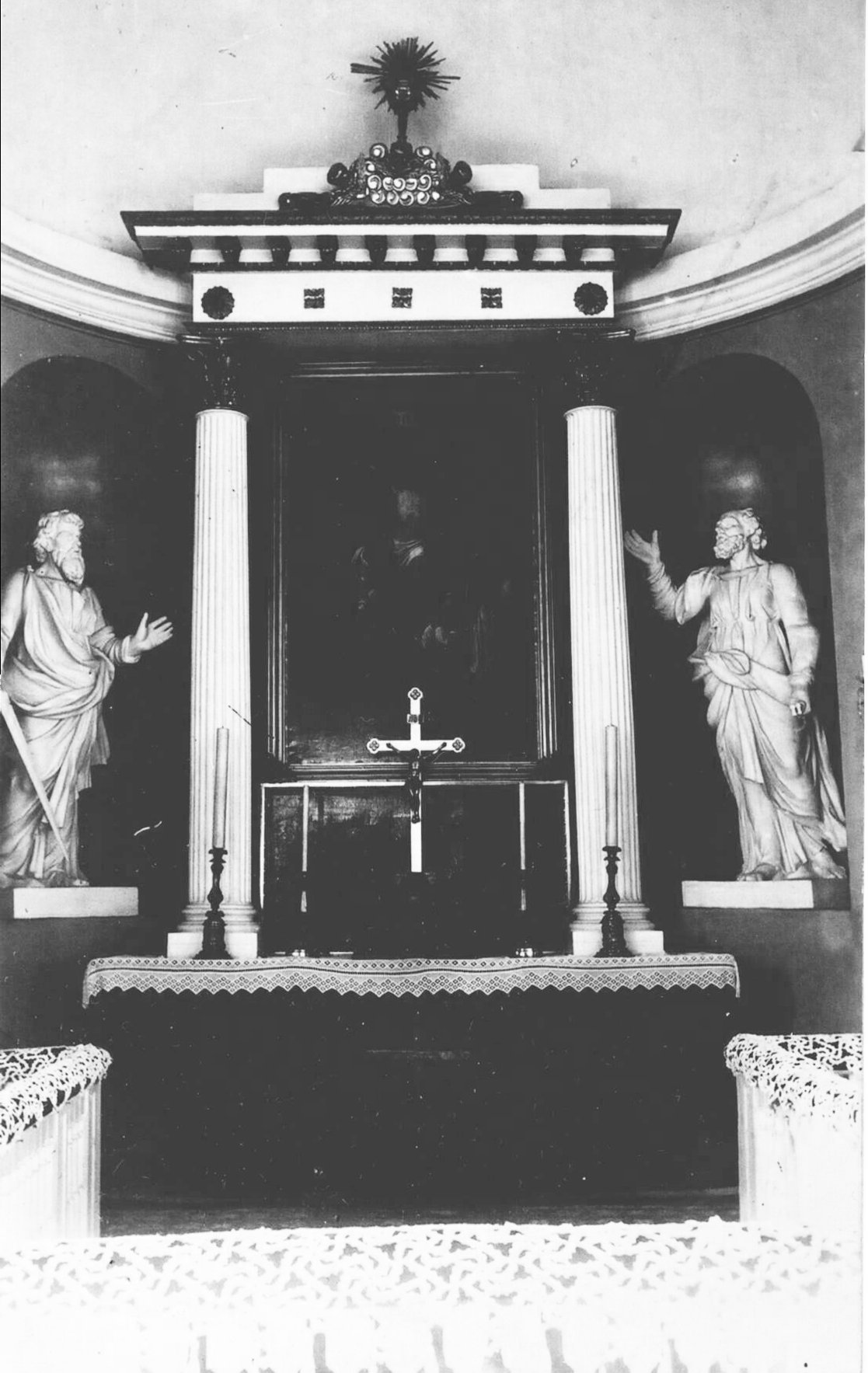
Фото 1900-х годов
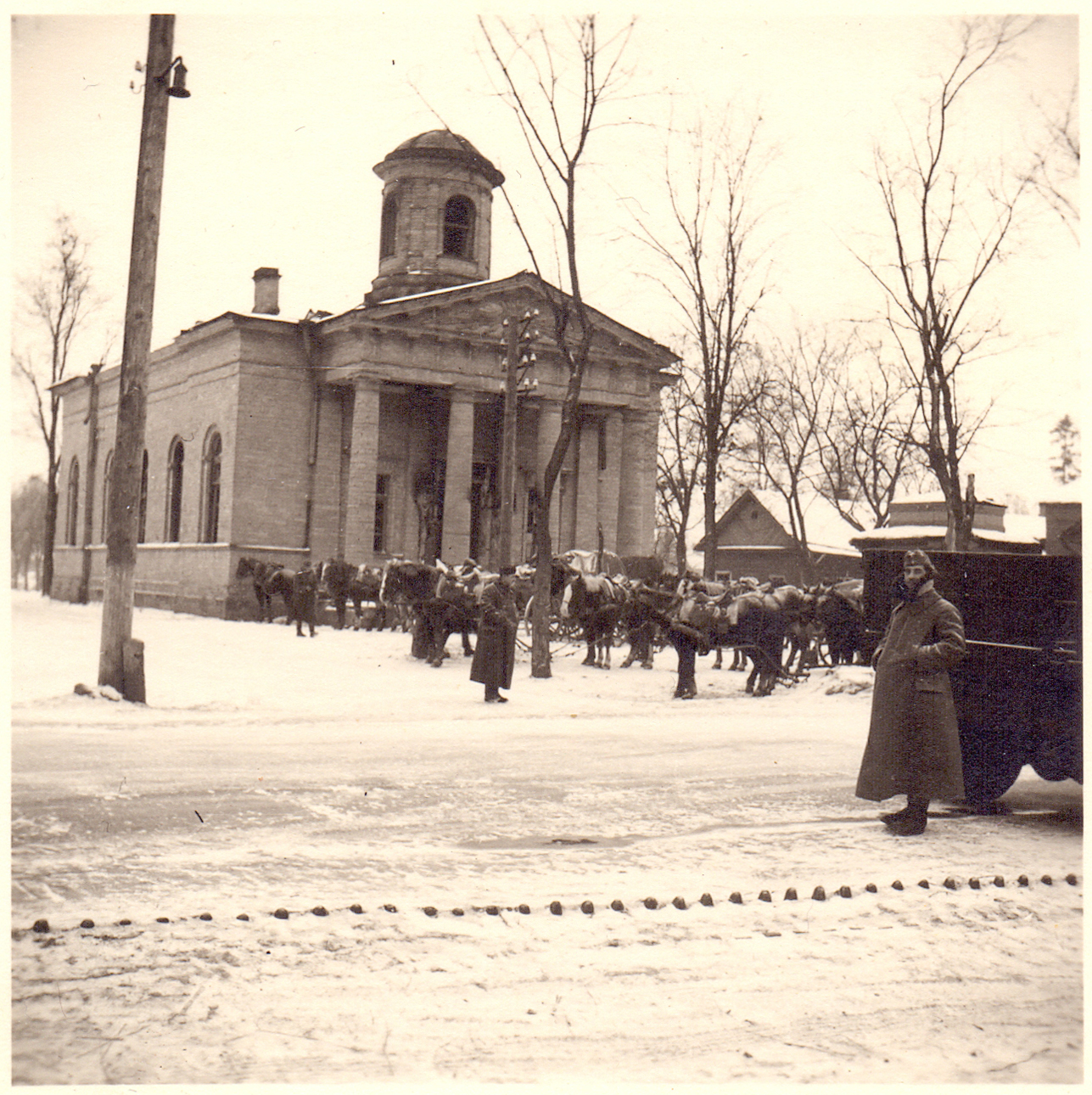
Храм зимой 1941—1942 годов
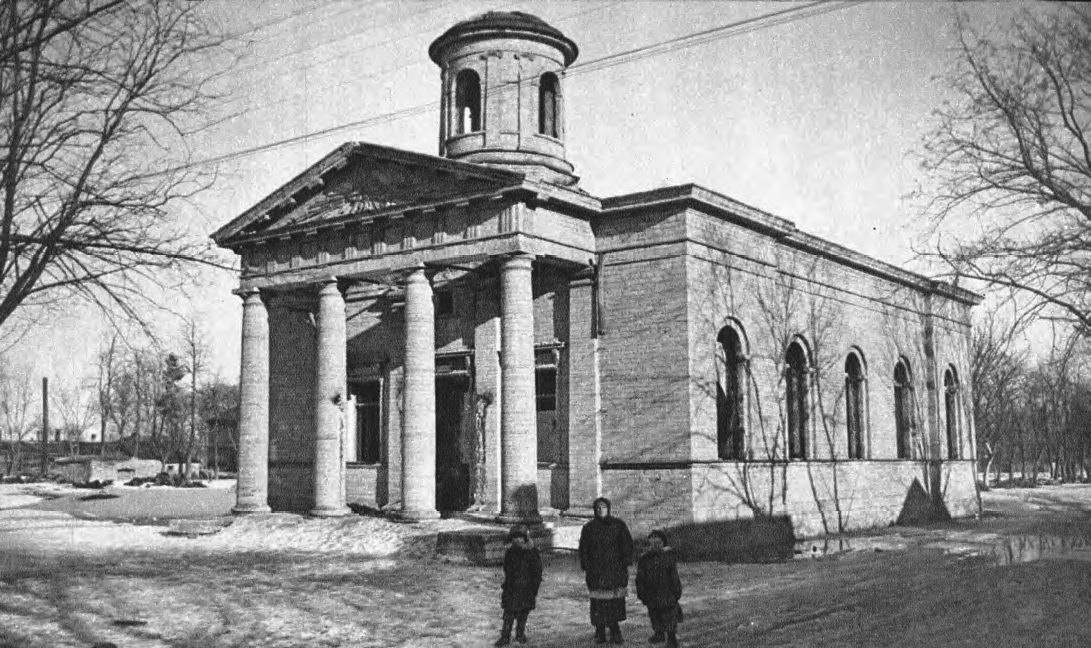
Кирха. 1943 год
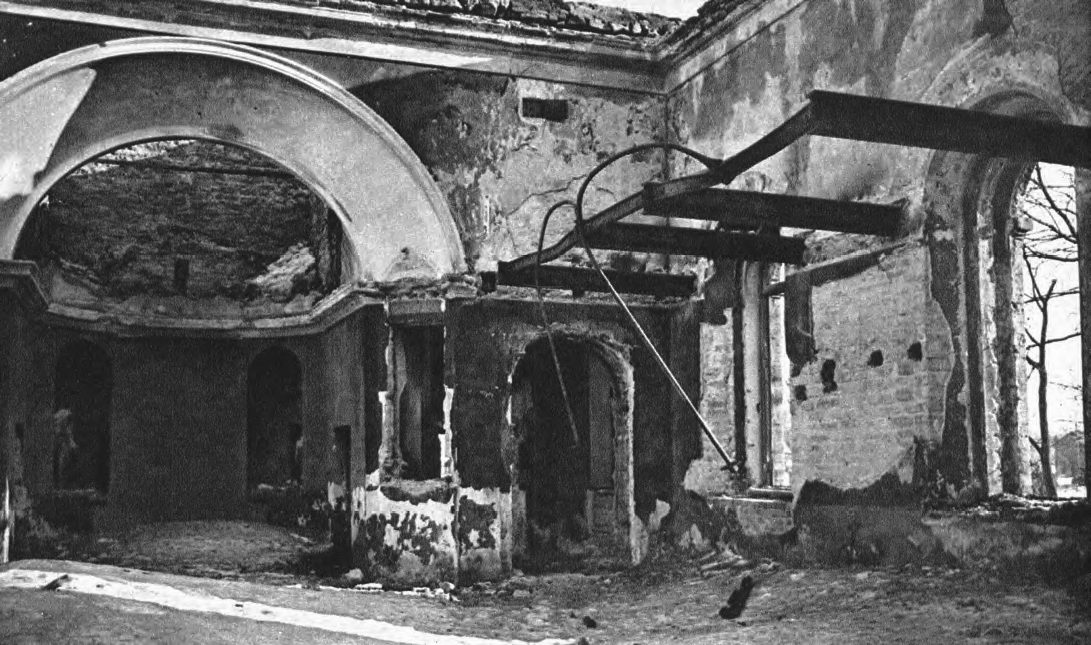
Внутри кирхи. 1943 год
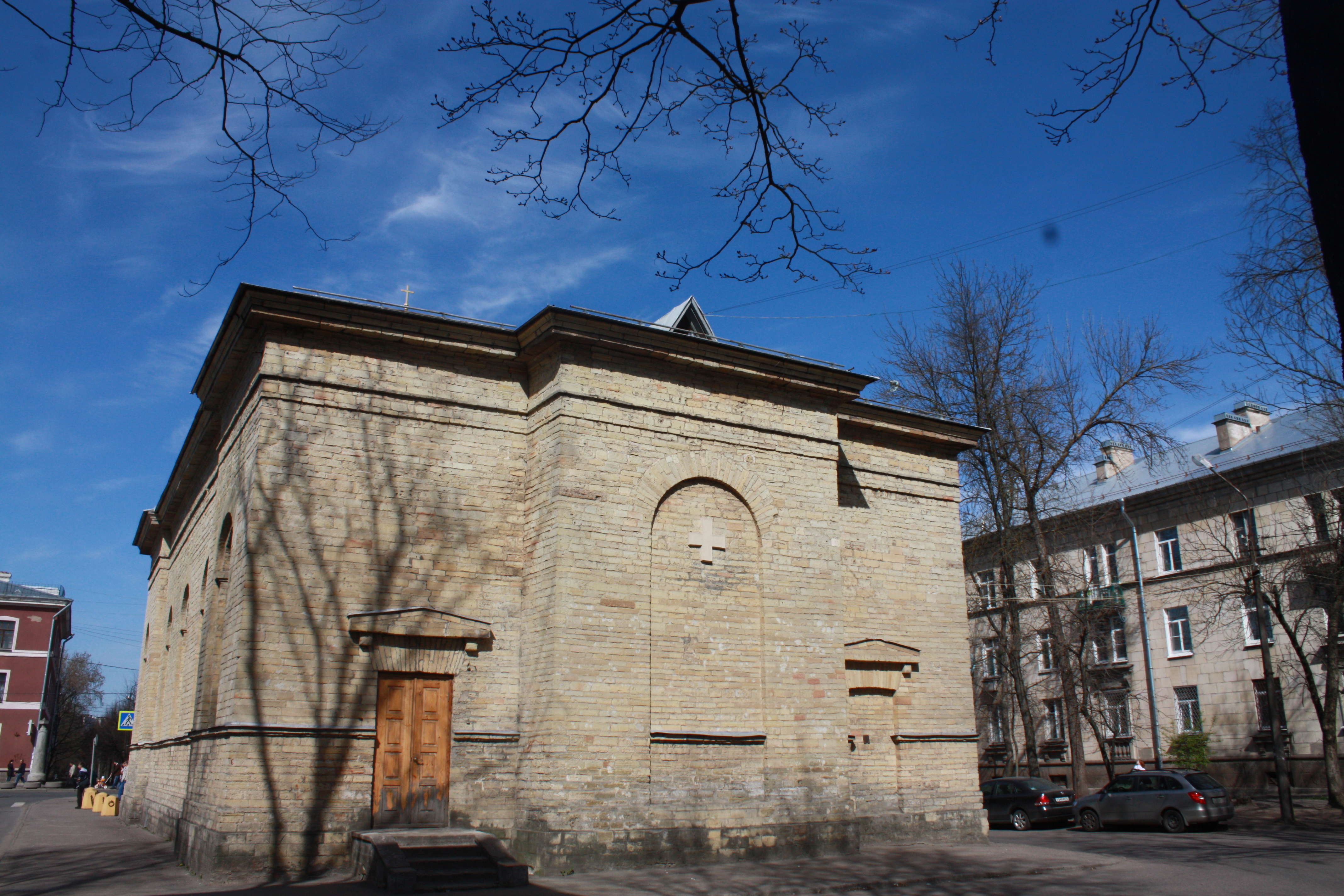
Кирха в Гатчине. Алтарная часть